# Viciria longiuscula
Viciria longiuscula là một loài nhện trong họ Salticidae.
Loài này thuộc chi Viciria. Viciria longiuscula được Tord Tamerlan Teodor Thorell miêu tả năm 1899.